# Cylindropuntia spinosior

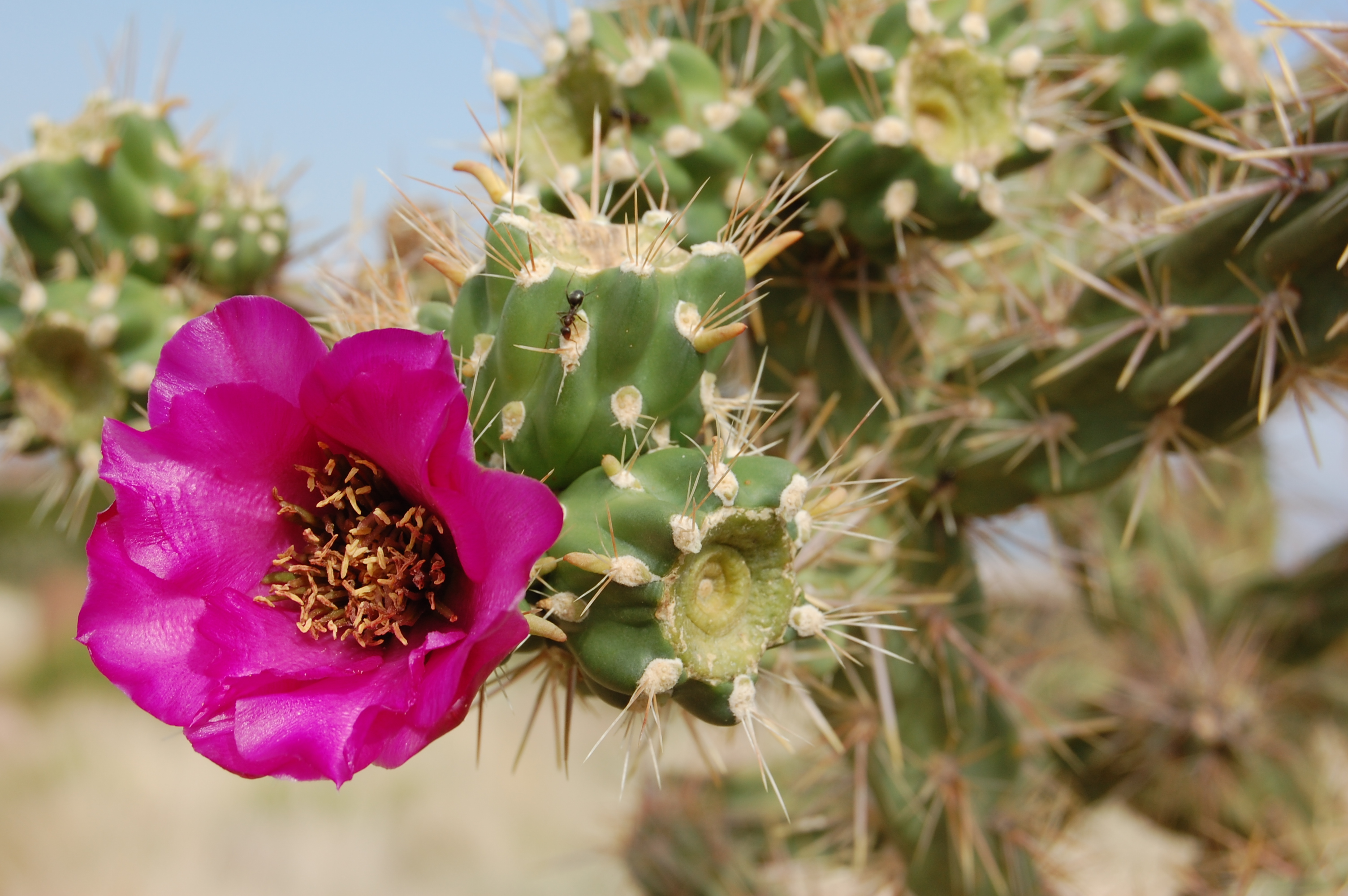
Detall de la flor

Cylindropuntia spinosior és una espècie de planta fanerògama de la família dels Cactus, nativa d'Amèrica del Nord a Mèxic, Arizona i Nou Mèxic.
Aquesta espècie té una estructura d'arbre compacte amb branques disposades en verticils i aconsegueix mesurar de 0,4 a 2 m d'alçada. Les tiges són verdes o lleugerament violàcies, amb seccions de 5 a 23 cm de llarg i de 1,3 a 3,5 cm de diàmetre. Les arèoles són el·líptiques, de color groc cap a bronze i són més fosques en la vellesa, i porten gloquidis d'1 a 2 mm de longitud, de grocs a marrons que es tornen grisos amb l'edat. De 4 a 24 espines són presents a la majoria de les arèoles, essent de color rosa a marró vermellós. Les flors són de color rosa a vermell púrpura, bronze, porpra, groc o blanc. Els fruits són cilíndrics, de color groc tenyit de porpra, carnosos i amb clotets de 2-5 cm de llarg i tenen un diàmetre d'1,7 a 3 cm. Els fruits poques vegades proliferen.

## Taxonomia
Cylindropuntia spinosior va ser descrita per (Engelm.) F.M.Knuth i publicada a Kaktus-ABC 126, l'any 1935.

### Etimologia
- Cylindropuntia: nom genèric compost de cylindro = "cilíndric" i opuntia, fent referència al fet que les plantes son cilíndriques i similars a les del gènere Opuntia.
- spinosior: epítet llatí que significa "espinós".[3]

### Sinonímia
- Grusonia spinosior (Engelm.) G.D.Rowley
- Opuntia spinosior (Engelm.) Toumey
- Opuntia spinosior var. neomexicana Toumey
- Opuntia whipplei var. spinosior Engelm.[2]